# エティエンヌ＝フランソワ・テュルゴー
エティエンヌ＝フランソワ・テュルゴー (フランス語: Étienne-François Turgot 1721年6月16日 - 1789年10月21日)は、最後のブリュクール領主、スモン侯。博物学者、マルタ騎士団員であり、またフランス領ギアナ総督も務めた。
その博物学、外科医学、薬学、農業についての広い知識のために科学アカデミーの一員となり、百科全書の編纂にも携わった（百科全書派）。

## 生涯
父はパリ商人頭（パリ市長）を務めたミシェル＝エティエンヌ・テュルゴー。弟に、フランス王国末期の財務総監として著名なアンヌ＝ロベール＝ジャック・テュルゴーがいる。
テュルゴーは若い頃に聖ヨハネ騎士団（マルタ騎士団）に参加した。聖ヨハネ騎士団員としては、地中海でガレー船団を率いたこともある。1740年代のオーストリア継承戦争では、彼はモーリス・ド・サックスのもとでボヘミアやフランドルに転戦した。1764年にフランスに帰国し、フランス軍の准将に任じられた。一方学者としては、1760年に農業アカデミーを設立し、1762年に科学アカデミーに加入した
1763年、ルイ15世によりギアナ総督に任じられた。実際にはこれはエティエンヌ・フランソワ・ド・ショワズール発案のギアナ征服遠征であった。しかし準備が不十分なうちに行われたこの遠征は失敗に終わった。さらに宮廷内の闘争の中で横領の罪に問われたテュルゴーは、その任を解かれた。
裁判では、彼自身には責任がないという判決が下りた。その後は研究に余生をささげ、1789年10月21日に父や弟たちと同じく痛風の発作に襲われ死去した。

## 著作
- Contribution to the article Coton of the Encyclopédie, 1754, vol. 4, p. 306.
- Mémoire instructif sur la manière de rassembler, de préparer, de conserver et d'envoyer les diverses curiosités d'histoire naturelle ; auquel on a joint un mémoire intitulé : Avis pour le transport par mer, des arbres, des plantes vivaces, des semences, & de diverses autres curiosités d'histoire naturelle, Paris, Jean Marie Bruyset, bookseller, rue Merciere, au Soleil d'or, 1758 (Read online) ; quelques planches.
- Observations sur l'espèce de résine élastique de l'île de France.
- He provided a few texts to Jean-Louis Giraud-Soulavie for the parts of his Mémoires historiques sur le règne de Louis XVI devoted to the history of his brother's ministry.